# جاسم خمیری
جاسم خمیری (انگلیسی: Jasser Khmiri؛ زادهٔ ۲۷ ژوئیهٔ ۱۹۹۷) بازیکن فوتبال اهل تونس است.
از باشگاه‌هایی که در آن بازی کرده‌است می‌توان به باشگاه فوتبال ونکوور وایتکپس اشاره کرد.
وی همچنین در تیم ملی فوتبال تونس بازی کرده‌است.